# Otlophorus smitsvanburgsti
Otlophorus smitsvanburgsti är en stekelart som först beskrevs av Teunissen 1945.  Otlophorus smitsvanburgsti ingår i släktet Otlophorus och familjen brokparasitsteklar. Inga underarter finns listade i Catalogue of Life.